# Chanteur du Kosovo
Le Chanteur du Kosovo ou Këngëtar nga Kosova est une race de poule domestique kosovar,.

## Description
Les chants prolongés et graves des coqs sont à l'origine de leur appellation. C'est une race « fière et active »[réf. souhaitée].

### Origine
Cette race est issue d'anciennes volailles fermier au Kosovo.

### Standard
- Masse idéale : Coq : 2 à 3,25 kg ; Poule : 1,5 à 2 kg
- Œufs à couver : 50-60g, coquille blanche
- Diamètre des bagues : Coq : 20mm ; Poule : 18mm

## Sources
1. ↑  Feathersite: Chanteur de Kosovo
2. ↑  Chanteur de Kosovo (Serbe)